# مسکن‌لی
مسکن‌لی (ترکی آذربایجانی: Diləli Müskanlı یا Myuskanly) یک منطقهٔ مسکونی در جمهوری آرتساخ است که در استان کاشاتاق واقع شده‌است.